# Friedrich Brückner
Friedrich Gustav Brückner, zur Unterscheidung vom Vater auch Friedrich (II.) Brückner (* 14. Februar 1801 in Neubrandenburg; † 7. Januar 1883 ebenda) war ein deutscher Jurist, Bürgermeister von seiner Geburtsstadt Neubrandenburg und Parlamentarier.

## Leben
Friedrich Brückner (Nr. 41 der Geschlechtszählung) entstammte einer mecklenburgischen Gelehrtenfamilie und war ältester Sohn und eins von sechs Kindern des Juristen und Hofrats (Ernst) Friedrich (Christoph) Brückner (1766–1837) und der Neubrandenburger Juristentochter Johanna, geb. Funk (1775–1841). Er besuchte die Gelehrtenschule in Neubrandenburg, wo u. a. Heinrich Bodinus sein Lehrer war. Sein Studium der Rechtswissenschaften schloss er 1822 mit der Promotion zum Dr. jur. an der Universität Göttingen ab. Er wurde zunächst Advokat in seiner Heimatstadt, dann dort 1823 Senator, ab 1826 deren Syndikus. 1830 wurde Brückner zum Zweiten, 1847 zum Ersten Bürgermeister der Vorderstadt Neubrandenburg gewählt. Zugleich wurde er als Landschaftlicher Deputierter der Vorderstadt Neubrandenburg im Engeren Ausschuß Interessenvertreter aller landtagsfähigen Städte des Landesteils Mecklenburg-Strelitz. Dieses Amt hatte er bis 1883 inne, war zeitweilig auch Stadtrichter von Neubrandenburg, und ging erst zwei Tage vor seinem Tod in den Ruhestand. In 53 Dienstjahren hat Brückner die Geschicke und Entwicklung seiner Heimatstadt entscheidend geprägt. Sein Amtsnachfolger als Erster Bürgermeister wurde Wilhelm Ahlers. Einer seiner Söhne, Gustav Brückner (1835–1904), rückte als Zweiter Bürgermeister auf.
Brückner war 1848 Mitglied der Mecklenburgischen Abgeordnetenversammlung für den Wahlkreis Mecklenburg-Strelitz / Stargardischer Kreis 13. Er war 1835 Gründungsmitglied des Vereins für mecklenburgische Geschichte und Altertumskunde.
Friedrich Brückner war seit 1830 mit der Juristentochter Friederike Funk (1813–1883) verheiratet, mit der er acht Kinder hatte. Nach der Scheidung von ihr heiratete er 1857 in zweiter Ehe die Bürgermeistertochter Ida Beutell (1814–1883) aus Fürstenberg/Havel. Seine Tochter Luise (1839–1897) heiratete 1858 den Kunstmaler Bernhard Reinhold, der auch Brückners Porträt malte. Seine Tochter Wilhelmine (Friederike Caroline) (1836–1868) heiratete 1857 den Rostocker Bürgermeister Ferdinand Justus Crumbiegel. Der Neubrandenburger Arzt und Heimatforscher Ludwig Brückner (1814–1902) war sein Bruder.
Alle Gräber der Brückner-Familie befanden sich seit dem frühen 19. Jahrhundert auf dem alten Friedhof in Neubrandenburg und sind nicht erhalten.

## Ehrungen
- 1837: Großherzoglich mecklenburg-strelitzscher Rat
- 1861: Großherzoglich mecklenburg-strelitzscher Hofrat
- 1868: Großherzoglich mecklenburg-strelitzscher Geheimer Hofrat
- 1880: Hausorden der Wendischen Krone
- Der Dr.-Brückner-Weg und das Bürgermeister-Brückner-Haus in der Kleinen Wollweberstraße 3 in Neubrandenburg (1945 abgebrannt) waren nach ihm benannt.

## Schriften
- De debitis vasalli Mecklenburgici hereditatis. Dissertation, 1822.
- Statuten der Kleinkinderbewahranstalt in Neubrandenburg. 1847